# Конти-Валіхновські
Конти-Валіхновські (пол. Kąty Walichnowskie) — село в Польщі, у гміні Частари Верушовського повіту Лодзинського воєводства.
Населення — 434 особи (2011).
У 1975-1998 роках село належало до Каліського воєводства.

## Демографія
Демографічна структура станом на 31 березня 2011 року:
|          | Загалом | Допрацездатний вік | Працездатний вік | Постпрацездатний вік |
| -------- | ------- | ------------------ | ---------------- | -------------------- |
| Чоловіки | 233     | 53                 | 166              | 14                   |
| Жінки    | 201     | 40                 | 122              | 39                   |
| Разом    | 434     | 93                 | 288              | 53                   |